# Гусеница Боро
Кэмуси-но Боро (毛虫のボロ, букв. Гусеница Боро) — японский короткометражный анимационный фильм 2018 года, написанный и снятый Хаяо Миядзаки для музея Гибли. Премьера состоялась в музее 21 марта 2018 года.
Короткометражный фильм показывают только в музее и парке Гибли.

## История создания
«Гусеница Боро» появилась в результате набросков, сделанных Миядзаки в 1995 году.
Первоначально Миядзаки рассматривал Боро как идею для полнометражного фильма, но продюсер студии Гибли Тоcио Судзуки высказал опасения по поводу сложности создания полнометражного фильма без человеческих персонажей и предложил вместо этого создать «Принцессу Мононоке».
После выхода фильма «Ветер крепчает» в 2013 году Миядзаки объявил о завершении карьеры. Но два года спустя в 2015 году Миядзаки решил вернуться с пенсии, чтобы поработать над короткометражным фильмом продолжительностью около десяти минут, который должен был быть показан исключительно в музее Гибли.

## Сюжет
Незадолго до рассвета гусеница Боро вылупилась из яйца среди кустов кустарниковой травы. Впервые оглянувшись вокруг, он заметил блеск утреннего солнца и сладость в воздухе. Боро спустился на землю и шагнул в мир гусениц и их врагов. Вместе с этим она быстро понимает, что оказалась далеко от дома, на соседнем дереве, что тоже добавляет своих сложностей.